# Carl Lönngren

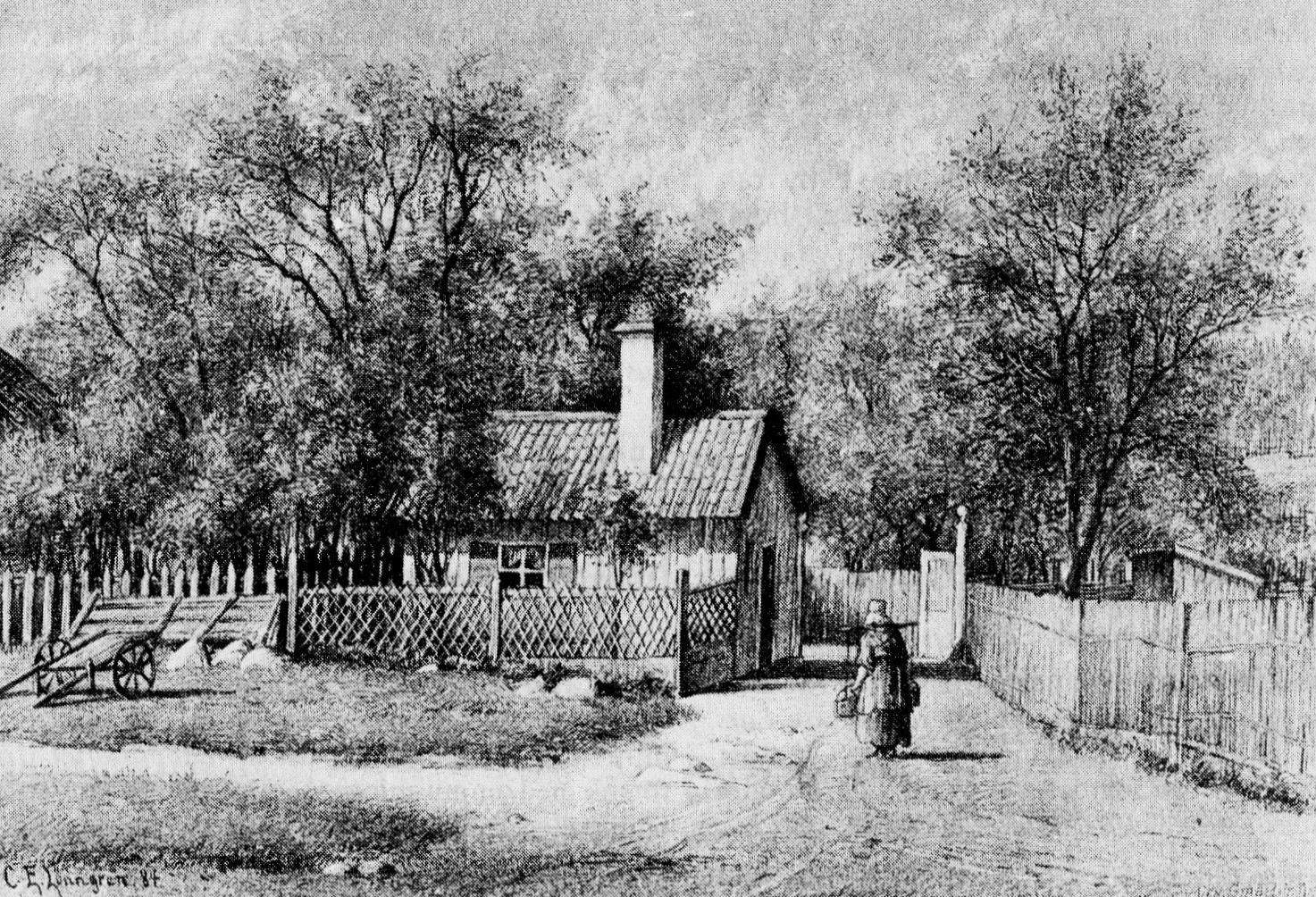
Grindstugan Lill-Jans, teckning av C.E. Lönngren 1884.

Carl Ewald Lönngren, född 2 februari 1839 i Stockholm, död 5 maj 1902 i Stockholm, var en svensk konstnär, tecknare och kartograf.

## Biografi
Lönngren var son till juveleraren Otto Wilhelm Lönngren och Eva Sofia Giron. Lönngren studerade vid Konstakademien 1873-1877. Han ställde ut tillsammans med Konstföreningen i Stockholm och medverkade i utställningar i bland annat Härnösand och Borås. Han utförde en rad stadsbilder från Stockholm som idag anses vara av stort kulturhistoriskt intresse. Hans konst består av stadsbilder, interiörer och landskapsbilder från Västmanland och Värmland. Lönngren är representerad vid Nationalmuseum, Östergötlands museum, Uppsala universitetsbibliotek och Bornholms Kunstmuseum.